# Asijská kuchyně

Umístění Asie.

Asijská kuchyně pojmenovává více regionálních kuchyní, mezi které geograficky spadají oblasti Východní Asie, Jihovýchodní Asie, Jižní Asie, Střední Asie a Středního východu. Kuchyní nazýváme charakteristický styl vaření a tradic, obvykle spojených s konkrétní kulturou. Asie je jako největší a nejlidnatější kontinent domovem mnoha kultur, z nichž mnohé mají vlastní a velmi charakteristické kuchyně.
K ingrediencím, jež jsou společné mnoha kulturám ve východní a jihovýchodní části kontinentu, patří rýže, zázvor, česnek, sezamová semínka, chilli papričky, sušená cibule, sója a tofu. Běžnými metodami vaření jsou smažení, vaření v páře a fritování.
Zatímco rýže je společná většině asijských kuchyní, v různých oblastech jsou oblíbené její různé odrůdy. Basmati rýže je populární na subkontinentu, jasmínová rýže se často nalézá po celém jihovýchodu, zatímco dlouhozrnná rýže je oblíbená v Číně a krátká v Japonsku a Koreji.
Variace kari patří mezi běžná jídla v jižní, západní a jihovýchodní Asii, nicméně nejsou tak běžné ve východoasijské kuchyni. Jídla na kari pocházející z Indie a dalších jihoasijských zemí mají obvykle jogurtový základ, zatímco pro jihovýchodní a východní kari pokrmy obvykle bývá základem kokosové mléko.

## Východoasijská kuchyně

Poloha Východní Asie.

Východoasijská kuchyně zahrnuje čínská, japonská, korejská, mongolská, a tchajwanská jídla. Jde o nejvíce obydlenou oblast na světě, nachází se zde tedy mnoho regionálních kuchyní (zejména v Číně). Mezi příklady základních potravin patří rýže, nudle, mungo fazole, sójové boby, mořské plody (Japonsko má nejvyšší spotřebu mořských plodů na obyvatele), skopové (oblíbené v Mongolsku), bok choy (Čínské zelí), a čaj.

## Jihovýchodní asijská kuchyně

Umístění Jihovýchodní Asie.

Jihovýchodní asijská kuchyně dává silný důraz na lehkost připravených jídel a silnou aromatickou složku. Často se tedy setkáme s využitím citrusů a bylin, zejména máty, koriandru a bazalky. Ingredience v regionu jsou v kontrastu s těmi ve východoasijské kuchyni, jelikož používá namísto rybí omáčky omáčku sójovou a začleňuje přísady, jako jsou galangal, limetka a citrónové trávy. Metody vaření zahrnují vyváženě smažení, vaření a napařování.

## Jihoasijská kuchyně

Umístění Jižní Asie.

Jihoasijská kuchyně, také známý jako Desi kuchyně, zahrnuje kuchyně Indického subkontinentu. Potraviny v této oblasti světa jsou ochucené různými druhy chilli, černým pepřem, hřebíčkem a dalšími silnými bylinami a kořením spolu s ochuceným máslem a ghí. K výrobě kari se často používá kurkuma a kmín.
Mezi běžně používaná masa patří maso jehněčí, kozí, kuřecí a rybí. Hovězího masa se využívá méně často, než v západních kuchyních, protože skot má v Hinduismu zvláštní místo. Zákazy konzumace hovězího se týkají také masa vodních buvolů a do určité míry i jaků. Vepřové maso je považováno za tabu, Muslimové a většina Hinduistů se mu vyhýbají.

## Středoasijská kuchyně

Umístění Střední Asie. Některé definice do ní zahrnují také Afghánistán.

Většina středoasijských národů má v oblibě podobné typy kuchyně a podobají se i kuchyním sousedních oblastí – západní a východní Asie, zejména té Mongolské. Například jídlo známé jako "plov" nebo "oš" je rozšířená varianta pilafu. Mnoho ze zmíněných zemí nicméně používá jako nejčastější maso koninu a skopové, podobně jako maso hovězí – podobně jako tomu je v mongolské kuchyni. V Kazachstánu a Kyrgyzstánu se zase kuchyně vyvinuly tak, aby vyhovovaly potřebám nomádského životního stylu.
Kumys je rozšířený nápoj mezi turkickými národy, zejména ve Střední Asii. Střední Asie je také velmi známá využitím jogurtu při vaření, který ne mezi turkickými národy rovněž velmi rozšířen.

## Západoasijská (blízkovýchodní) kuchyně

Umístění Západní Asie.

Západoasijskou kuchyní označujeme kuchyni na Středním Východě, vyjma Egypta.
Blízkovýchodní kuchyně je kuchyní různých zemí a národů na Blízkém Východě. Kuchyně tohoto regionu je rozmanitá a zároveň má určitý stupeň homogenity. Mezi běžně používané přísady patří olivy a olivový olej, pita, med, sezamová semínka, datle, škumpa, cizrna, máta a petržel. K oblíbeným pokrmům patří kibbeh či shawarma.
Základ středovýchodní stravy tvoří obiloviny, a to jak v minulosti, tak i dnes. Pšenice a rýže jsou hlavní a preferované zdroje základní obživy. Ječmen je v oblasti také často používán, kukuřice se stala v některých oblastech také běžnou. Chléb je univerzální základní potravinou a jí se v mnoha podobách, ve všech třídách a skupinách, prakticky s každým jídlem.
Máslo a přepuštěné máslo (také známý jako samna) jsou tradičně preferované medium vaření. Olivový olej je rozšířený spíš v oblasti Středozemního moře v pobřežních oblastech. Praktikující křesťané jej používají během půstu, kdy jsou maso a mléčné výrobky vyloučeny. Židé jej zase využívají místo živočišných tuků, aby se zabránilo míchání masa a mléčných výrobků.
Jehněčí a skopové bylo na Blízkém Východě vždy patřilo mezi oblíbené druhy masa. Vepřové maso je zakázáno jak Islámem tak v Judaismu, a jako takové se v regionu jí jen zřídkakdy. Významnou metodou přípravy masa je grilování, nebo kebab. Další formou přípravy masa v regionu jsou masové a zeleninové vývary podávané s rýží, bulgurem nebo chlebem.
Zelenina a luštěniny jsou také významnými potravinami pro většinu lidí na Blízkém Východě. Vaří se, dusí, grilují a plní, připravují se s masem a s rýží. Co se týče zelené listové zeleniny, oblíbených je mnoho druhů zelí, špenát a mangold. Kořenové a cibulové zeleniny, jako např. cibule a česnek, ale i mrkev, tuřín a řepa, jsou stejně časté.

## Severoasijská kuchyně

Umístění Severní Asie.

Severoasijská kuchyně je často synonymem pro ruskou kuchyni, protože celá Severní Asie je součástí ruské Federace. Nicméně v některých kulturách nebo v oblastech Sibiře najdeme místní, odlišné kuchyně, jakou se chlubí například kultura Jakutů (nebo Sakha) a Jamalů. Burjati mají také svou vlastní kuchyni, i když je velmi podobná kuchyni mongolské.
Pelmeně, původně permické nebo ugrické jídlo, vstoupily do tradiční ruské kuchyně, ale pro svou oblast původu mohou ještě být považovány za součást  kuchyně jamalské. Spekuluje se, že jsou zjednodušenou verzí Čínského kung-pao. Na Sibiři se pelmeně mrazí venku, aby se zachovalo maso uvnitř během dlouhé zimy. V Jamalu jsou běžnější jiné typy sušení a uchování. Klíčové přísady ve většině severní sibiřské kuchyně tvoří ryby a brusinky. Jakuti tradičně rádi pijí kumys, stejně jako mnoho jiných turkických národů.

## Asijské národní kuchyně
- Afghánská kuchyně
- Arménská kuchyně
- Ázerbájdžánská kuchyně
- Bahrajnská kuchyně
- Bangladéšská kuchyně
- Bhútánská kuchyně
- Brunejská kuchyně
- Čínská kuchyně
- Egyptská kuchyně
- Filipínská kuchyně
- Gruzínská kuchyně
- Indická kuchyně
- Indonéská kuchyně
- Irácká kuchyně
- Íránská kuchyně
- Izraelská kuchyně
- Japonská kuchyně
- Jemenská kuchyně
- Jihokorejská kuchyně
- Jordánská kuchyně
- Kambodžská kuchyně
- Katarská kuchyně
- Kazašská kuchyně
- Kuvajtská kuchyně
- Kyperská kuchyně
- Kyrgyzská kuchyně
- Laoská kuchyně
- Libanonská kuchyně
- Malajská kuchyně
- Maledivská kuchyně
- Mongolská kuchyně
- Myanmarská kuchyně
- Ománská kuchyně
- Nepálská kuchyně
- Pákistánská kuchyně
- Ruská kuchyně
- Saúdskoarabská kuchyně
- Severokorejská kuchyně
- Singapurská kuchyně

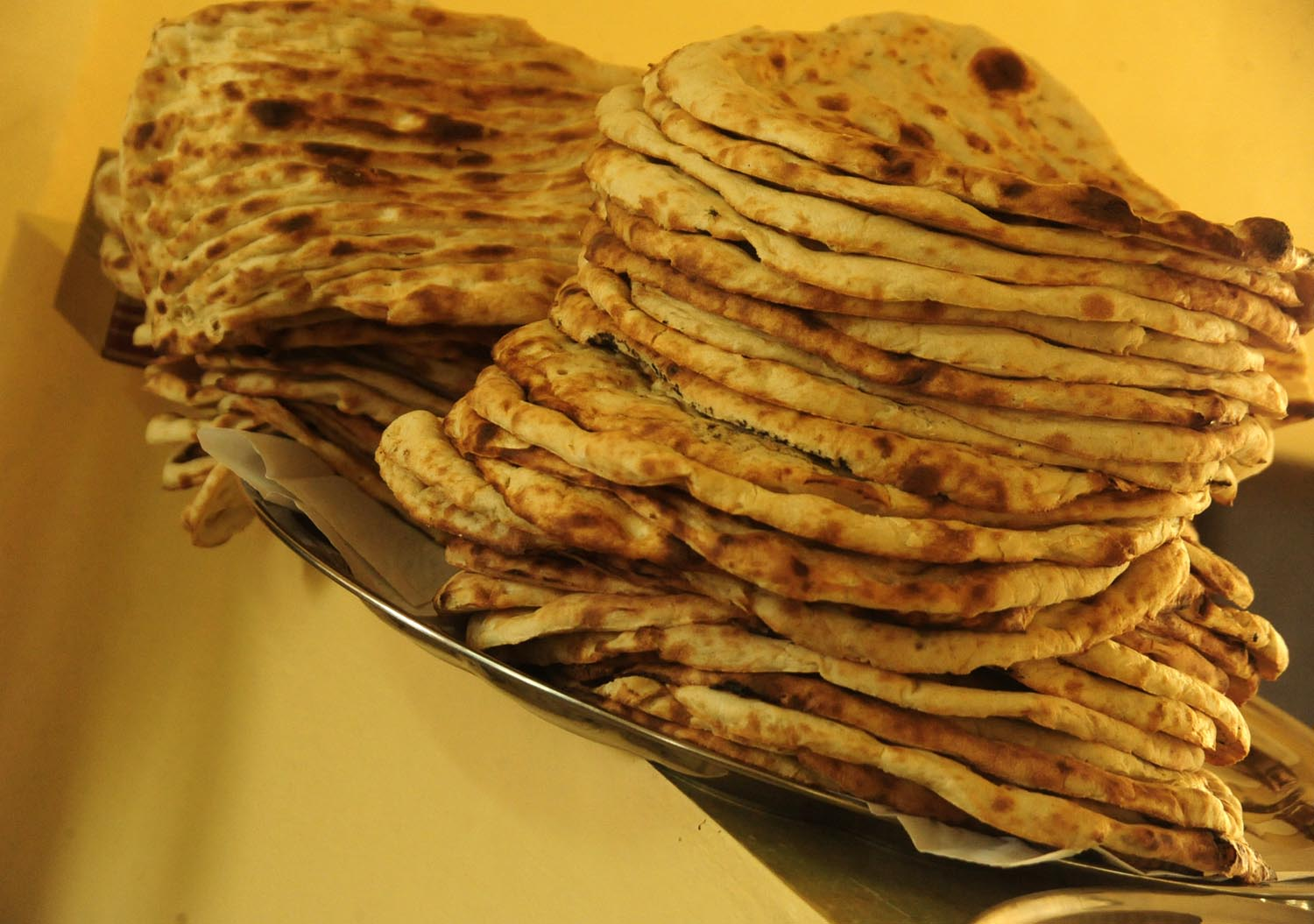
Afghánský chléb

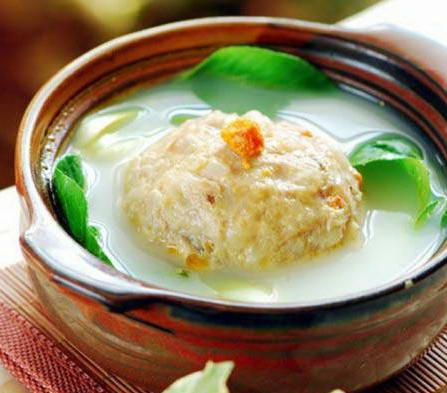
Čínský pokrm lví hlavy

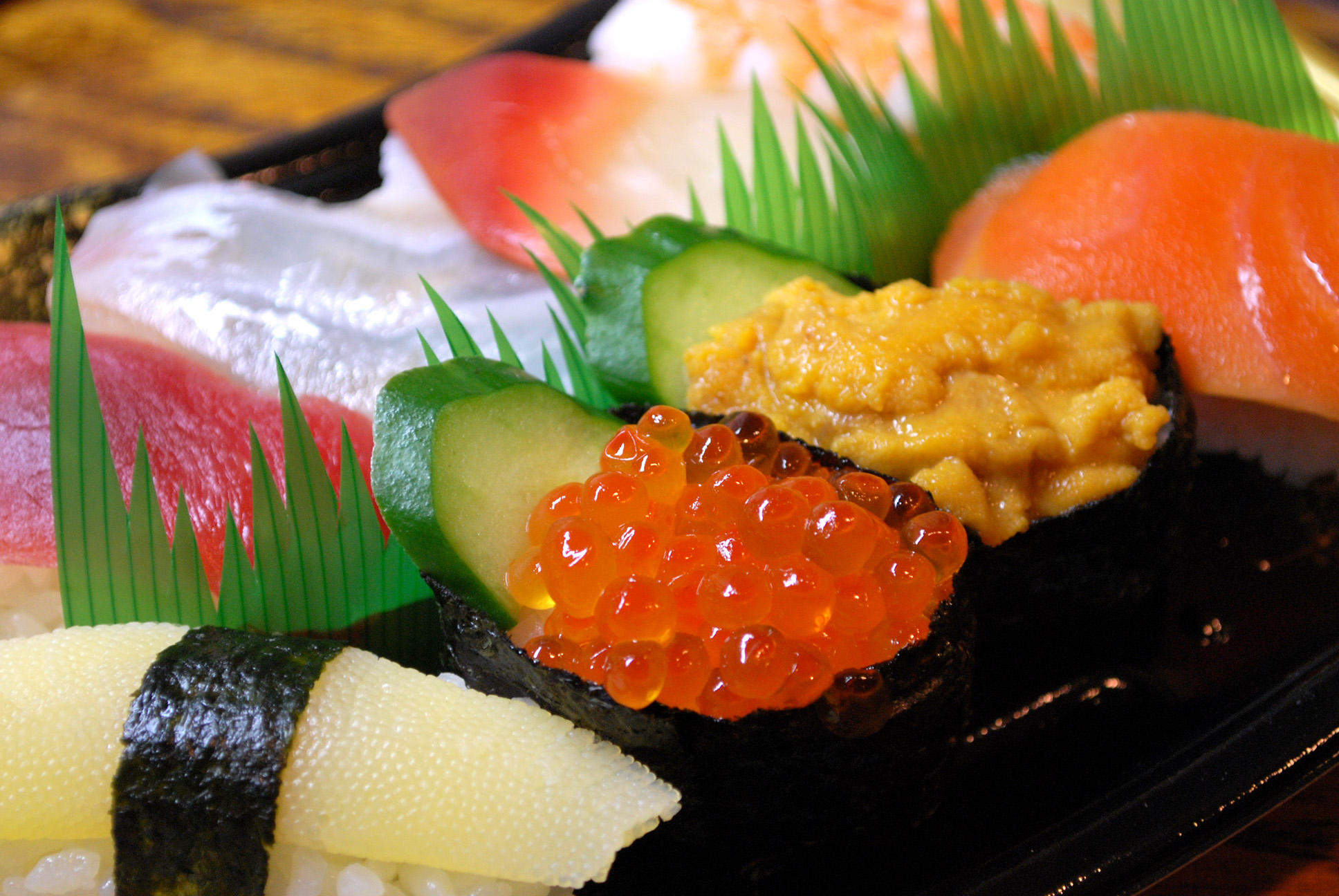
Japonské zeleninové suši

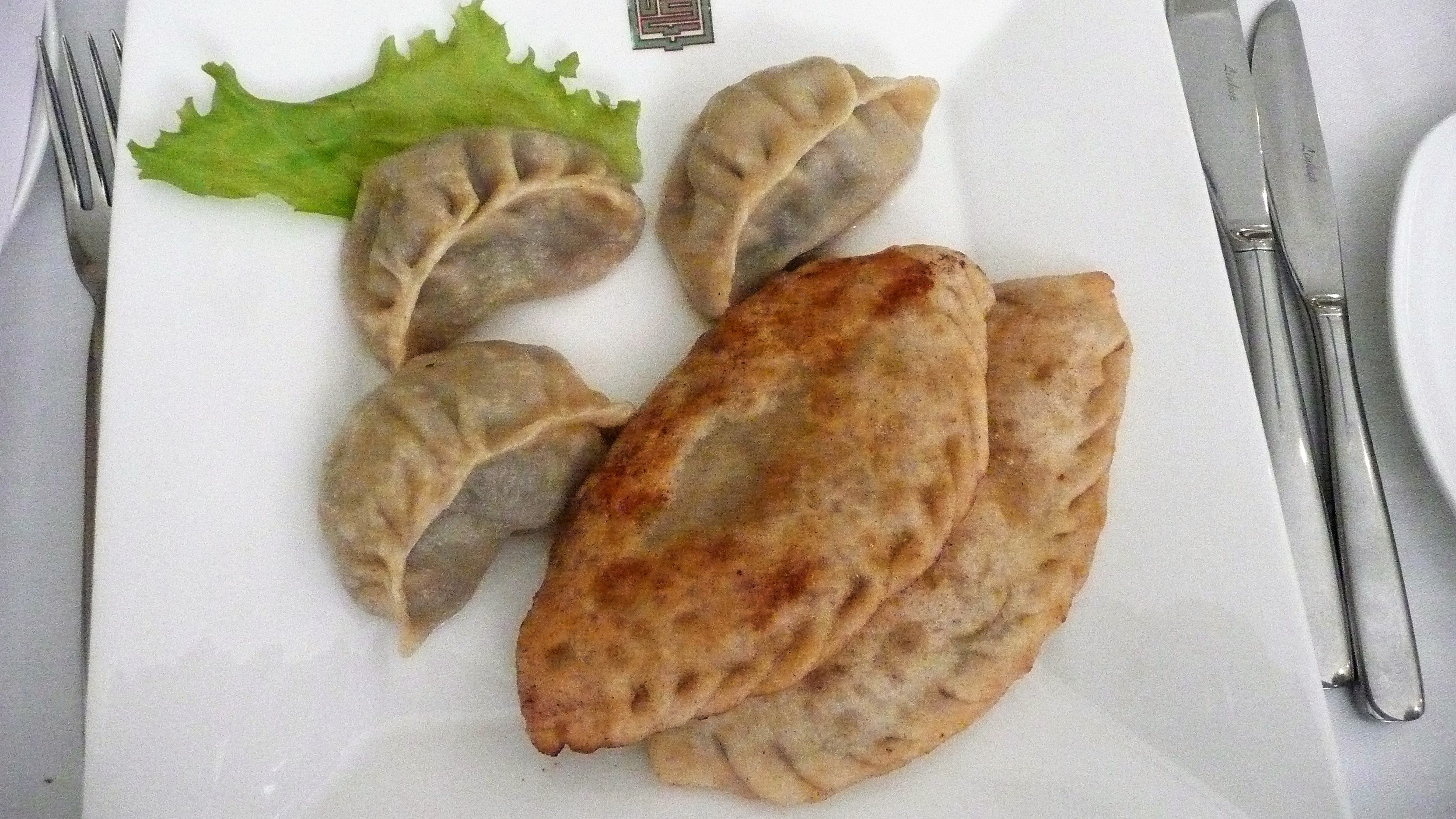
Mongolské knedlíčky plněné skopovým masem

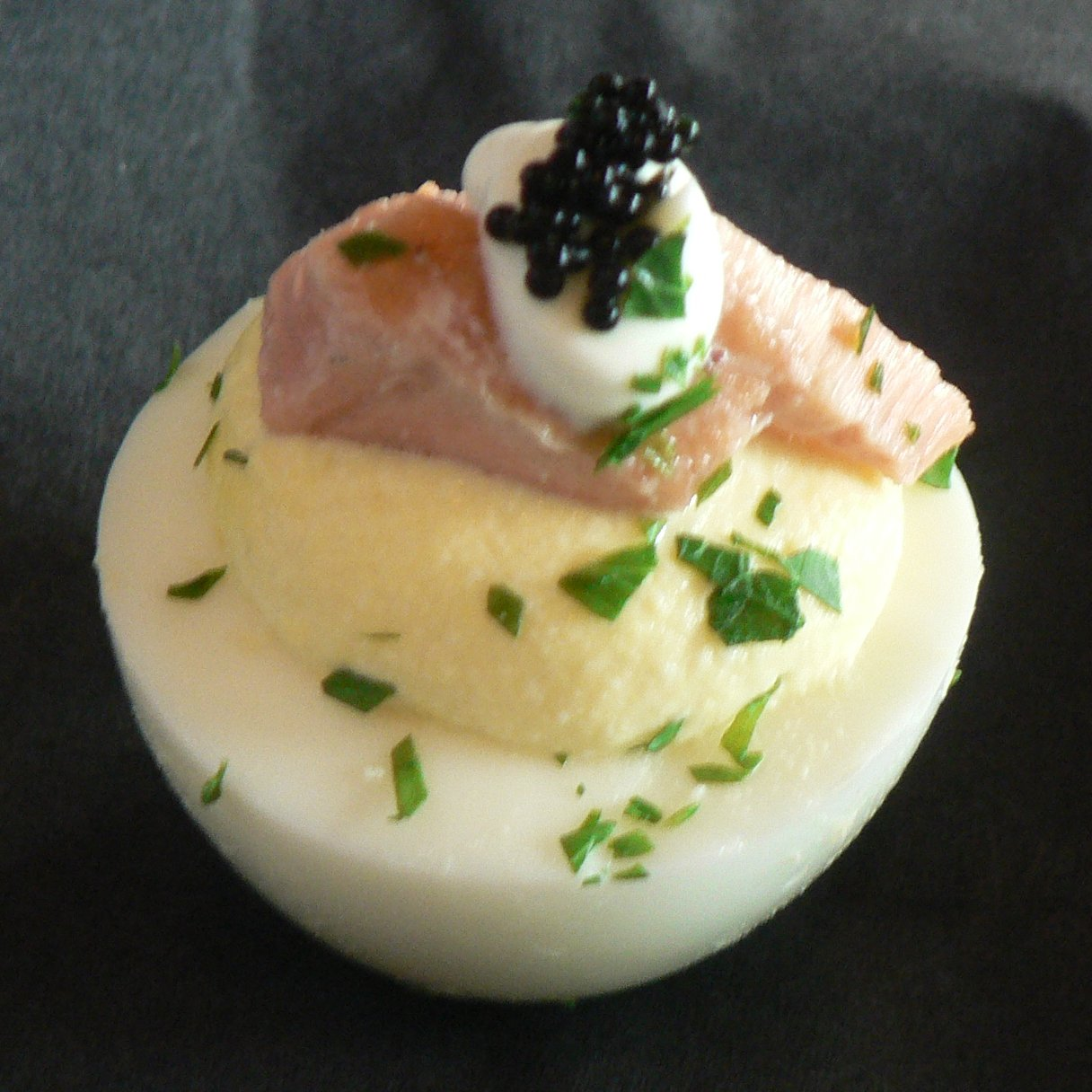
Ruské vejce s lososem a kaviárem

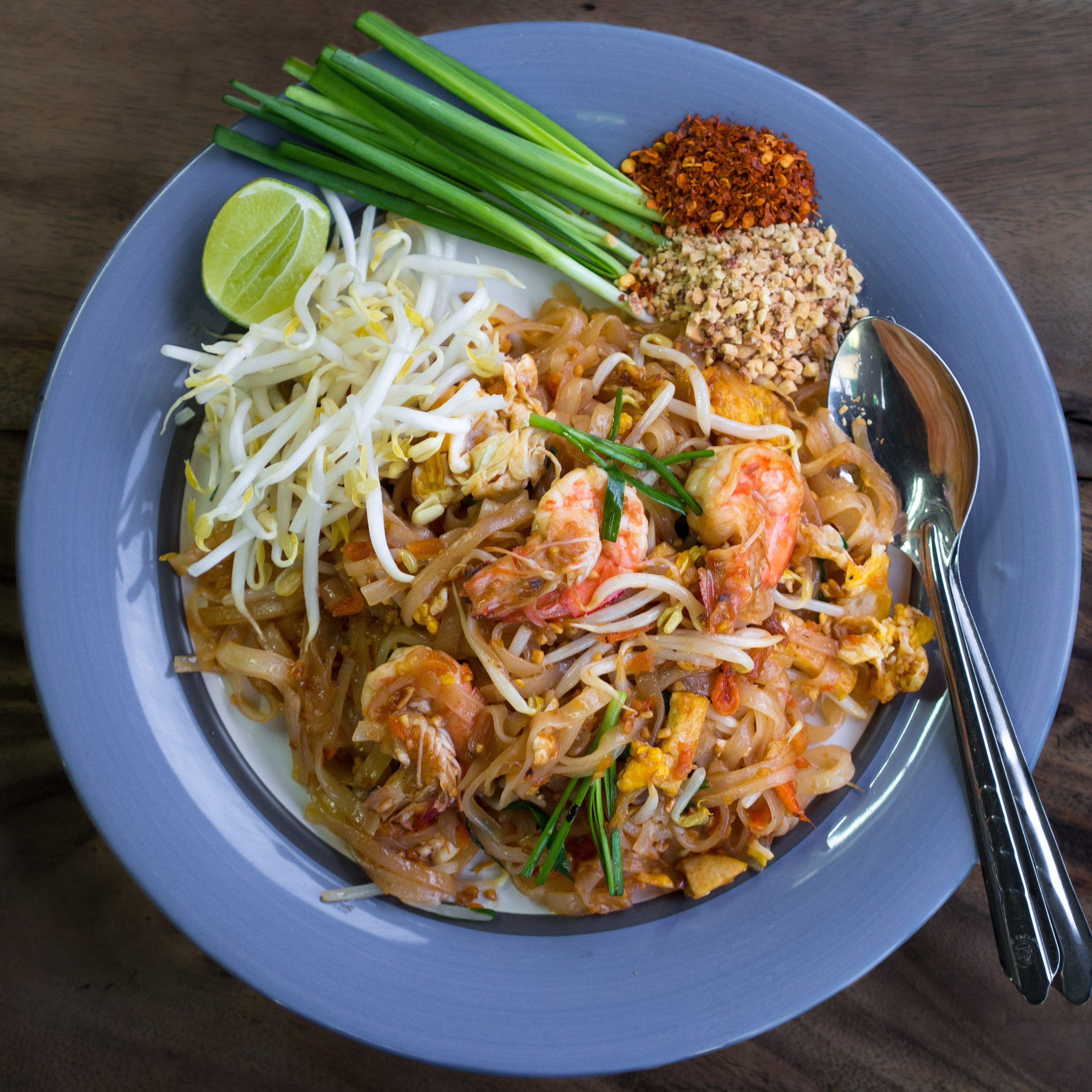
Thajský pokrm phad thai

- Kuchyně Spojených arabských emirátů
- Srílanská kuchyně
- Syrská kuchyně
- Tádžická kuchyně
- Thajská kuchyně
- Turecká kuchyně
- Turkmenská kuchyně
- Uzbecká kuchyně
- Vietnamská kuchyně
- Východotimorská kuchyně